# Hieber Automobile
Die Hieber Automobile GmbH war ein deutscher Hersteller von Automobilen.

## Unternehmensgeschichte
Norbert Hieber gründete 1985 das Unternehmen in Anzing als Restaurationsbetrieb für britische Sportwagen. Im April 1992 begann der Verkauf eigener Automobile, nachdem bereits seit 1990 Prototypen präsentiert worden waren. Der Markenname lautete Hieber. 2003 endete die Produktion. Eine Verbindung zum Autohaus Hieber Automobile GmbH aus Markt Schwaben ist nicht bekannt.

## Fahrzeuge
Das einzige Modell Piola war ein Sportwagen. Basis war der Lotus Esprit. Für den Antrieb sorgte ein V8-Motor von Ford mit 5000 cm³ Hubraum und 200 bis 400 PS Leistung. Der Neupreis betrug 1992 in der Grundversion 64.582 DM.